# Goniaster tessellatus
Goniaster tessellatus är en sjöstjärneart som först beskrevs av de Lamarck 1816.  Goniaster tessellatus ingår i släktet Goniaster och familjen ledsjöstjärnor. Inga underarter finns listade i Catalogue of Life.